# Đại học New South Wales
Viện Đại học New South Wales hay Đại học New South Wales (tiếng Anh: University of New South Wales, còn được biết đến qua các tên UNSW hay New South) là một viện đại học ở khu Kensington, một vùng phía đông thành phố Sydney, New South Wales, Úc.
Thành lập năm 1949, ngày nay UNSW được công nhận là một trong những trường và viện đại học hàng đầu trong việc nghiên cứu và giảng dạy ở Úc, và đã phát triển danh tiếng trong nhiều ngành bao gồm tái sinh năng lượng, lượng tử điện toán và công nghệ nano(công nghệ siêu vi), công nghệ thông tin, truyền thông kỹ thuật số, điện tử, kỹ thuật y sinh, khả trì phát triển, nghiên cứu HIV/AIDS(bệnh liệt kháng), bình đẳng xã hội và các nghiên cứu về khoa học xã hội.